# 溪李
溪李是薔薇科李屬落葉灌木，為美國特有植物。種加詞是指在溪流附近。
《北美植物誌》认为雁李和溪畔李是同一個物種，但雁李與狹義的溪畔李在形態上略有區別：
- 狹義的溪畔李為高達3米的灌木，葉片5~7釐米長，萼裂片短於萼筒，果實小而苦澀，分佈於科羅拉多、堪薩斯、俄克拉荷馬、阿肯色、德克薩斯。[3][4][5]
- 雁李為高達10米的灌木或喬木，葉片7~10釐米長，萼裂片與萼筒等長，果實大且適口，分佈於堪薩斯、俄克拉荷馬、阿肯色、德克薩斯以及美國東南部。[4][5][6]